# Jean Krucker
Ne doit pas être confondu avec Jean Drucker.
Jean Krucker, né le 9 décembre 1948 à Renens, est un pilote automobile suisse engagé en rallyes automobiles.

## Palmarès

### Titre
- Vice-champion de Suisse des Rallyes : 1985, copilote Basso sur Audi Quattro A2 ;

### Victoires françaises
- Rallye du Mont-Blanc : 1979, copilote Jean-Paul Baud sur Porsche 911 Carrera RSR ;
- Rallye Ain-Jura : 1979, copilote Gaby Lovey sur Porsche 911 3l. ;

### Podium en ERC
- 2e du rallye du Valais : 1985, copilote Michel Wyder sur Audi Quattro A2 du Groupe B ;

### Podiums français
- 2e du rallye Ain Jura : 1981 et 1982, copilote Yvette Sabatie sur Porsche 911 3,3l ;

### Podiums helvétiques
- 2e du rallye du Valais : 1985, copilote M. Wyder sur Audi Quattro A2 ;
- 2e du rallye de Genève-le Salève : 1985, copilote Basso sur Audi Quattro A2 ;
- 2e du rallye della Lana : 1985, copilote Basso sur Audi Quattro A2 ;
- 3e du rallye de Lugano : 1985, copilote Basso sur Audi Quattro A2 ;
- 3e du rallye des Alpes vaudoises : 1985, copilote Basso sur Audi Quattro A2 ;
- 3e du rallye Reichsstadt : 1985, copilote Basso sur Audi Quattro A2.

### Participations aux24 Heures du Mans 1984et1987
| Pos.        | Catégorie | N°  | Écurie          | Pilotes                                 | Châssis                         | Pneus | Tours                  |
| Pos.        | Catégorie | N°  | Écurie          | Pilotes                                 | Moteur                          | Pneus | Tours                  |
| ----------- | --------- | --- | --------------- | --------------------------------------- | ------------------------------- | ----- | ---------------------- |
| 16e (1984)  | B         | 106 | Claude Haldi    | Claude Haldi Altfrid Heger Jean Krucker | Porsche 930                     | M     | 284                    |
| 16e (1984)  | B         | 106 | Claude Haldi    | Claude Haldi Altfrid Heger Jean Krucker | Porsche 3,3 L Turbo Flat-6      | M     | 284                    |
| Abd. (1987) | C2        | 181 | Dune Motorsport | Neil Crang Jean Krucker Duncan Bain     | Tiga GC 287                     | A     | 260 (moteur 22e heure) |
| Abd. (1987) | C2        | 181 | Dune Motorsport | Neil Crang Jean Krucker Duncan Bain     | Austin Rover V64V 3000 V6 à 90° | A     | 260 (moteur 22e heure) |